# Associazione rivierasca dell'Oceano Indiano

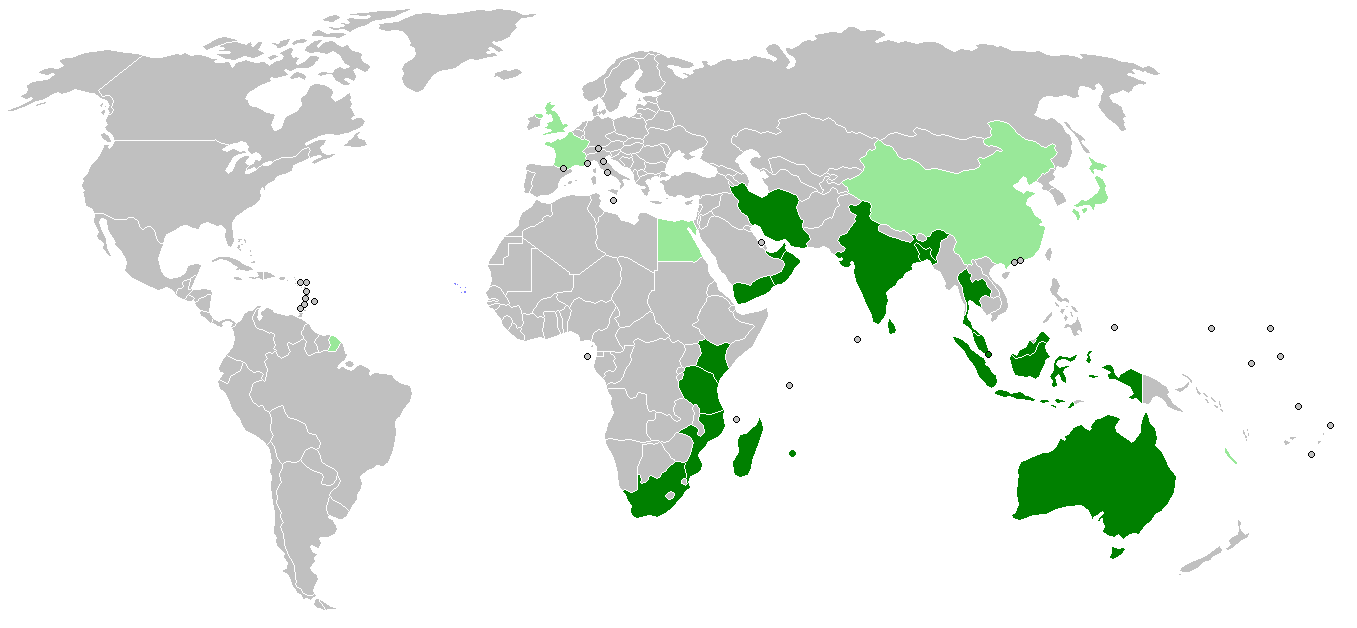
Stati membri di IORA
Partner di dialogo di IORA

     Stati membri di IORA
     Partner di dialogo di IORA
L'Associazione rivierasca dell'Oceano Indiano (Indian Ocean Rim Association, IORA), inizialmente denominata Iniziativa intercostiera dell'Oceano Indiano
e, sino al 2019, Associazione rivierasca dell'Oceano Indiano per la cooperazione regionale (Indian Ocean Rim-Association for Regional Cooperation, IOR-ARC),
è un'organizzazione internazionale formata da 23 Stati membri che si affacciano sull'Oceano Indiano. Tai territori e popoli sono molto eterogenei fra loro per numerosi aspetti, quali: popolazione, economia, commercio, sviluppo tecnologico ed economico, cultura, razza, religione, interessi strategici, composizione del PIL.
La IORA vede il coinvolgimento di esponenti del mondo politico, imprenditoriale e accademico per promuovere un'interazione regionale aperta, tesa a rafforzare l cooperazione economica nell'ambito della facilitazione dei commerci, degli investimenti e dello sviluppo sociale dell'area comune. La segreteria di coordinamento ha sede a Ebene Cibercity, nelle isole Mauritius.

## Storia
Dopo la seconda guerra mondiale, il processo di decolonizzazione pose termine all'egemonia britannica nell'Oceano Indiano. La comune esperienza storica dell'imperialismo europeo lasciò un'impressione duratura sui capi degli stati della regione, un senso di divisione d'identità. La riscoperta di una passata comunità litorale, economica, sociale e culturale, di un gruppo cooperativo regionale oceano-centrica utile come testa di ponte tra Africa, Asia e Australia, sembrò naturale.
Fu concepita alle Mauritius durante un incontro tenutosi dal 29 al 30 marzo del 1995 e convocato dal governo locale per discutere il miglioramento della cooperazione economica tra i paesi aderenti all'associazione. Ad essa parteciparono rappresentanti governativi e del settore affaristico e accademico, provenienti dall'Australia, India, Kenya, Mauritius, Oman, Singapore e Sudafrica. L'organizzazione fu formalmente costituita al primo summit dei ministri e dei capi di governo, svoltosi alle Mauritius il 6-7 marzo 1997, che si concluse con la stipula della  Carta dell'Indian Ocean Rim Association for Regional Cooperation.
Il secondo incontro del Consiglio dei Ministri ebbe luogo a Maputo, in Mozambico nel marzo 1999. Tale avvenimento fu particolarmente importante negli anni successivi di storia dell'Associazione, poiché i ministri concordarono un'agenda comune focalizzata sul progresso di commerci e degli investimenti ,ediante una serie di sburocratizzazioni delle regole, liberalizzazioni commerciali e sulla cooperazione tecnico-economica.
L'associazione diffonde informazioni sul regime del commercio e degli investimenti, con l'intenzione di incentivare gli affari regionali migliori per la comunità, cercando di rimuovere gli ostacoli alla crescita del commercio e degli investimenti.
Nell'ottobre 2013, furono riformati i meccanismi di incontro dello IORA, inclusi i forum del mondo accademico e degli affari, mentre l'Australia assunse la presidenza biennale, affidandone la vicepresidenza all'Indonesia.

Fu istituito un Dialogue Partner Group di sei Paesi che sono interlocutori stabili dello IORA invitati a partecipare al suo meeting annuale: Giappone, Cina, USA, Regno Unito e Francia, oltre ad altri ai quali comunque lo IORA ha riconosciuto lo stesso status (Italia, Corea ed Egitto), ma che al 2017 presentavano un minore coinvolgimento politico ed economico.

## Membri
I membri dell'Associazione sono 23:
- Australia (1995)
- Bangladesh (1999)
- Comore (2012)
- Emirati Arabi Uniti (1999)
- Francia (2020)
- India (1995)
- Indonesia (1996)
- Iran (1999)
- Kenya (1995)
- Madagascar (1996)
- Malaysia (1996)
- Maldive (2019)
- Mauritius (1995)
- Mozambico (1996)
- Oman (1995)
- Seychelles (2011)
- Singapore (1995)
- Somalia (2014)
- Sri Lanka (1996)
- Sudafrica (1995)
- Tanzania (1996)
- Thailandia (1999)
- Yemen (1996)

I partner di dialogo sono 9:
- Cina (2000)
- Corea del Sud
- Egitto
- Giappone
- Italia (2019)
- Regno Unito (2000)
- Russia
- Stati Uniti
- Turchia

L'Organizzazione dell'Oceano Indiano per il Turismo ha lo status di osservatore.

## Obiettivi
L'obiettivo principale dell'organizzazione è la cooperazione economica, in particolare sul commercio e sugli investimenti. Il suo regionalismo aperto ha quattro componenti:
- Liberalizzazione commerciale: base non discriminatoria verso i membri, una scadenza nel 2020 per ridurre le tariffe a zero tra tutti i paesi membri
- Facilitazioni commerciali e d'investimento: condivisione delle informazioni sulle finanze commerciali, i regimi d'investimento, la proprietà intellettuale, le regolamentazioni doganali, ecc. Armonizzazione degli standard.
- Cooperazione economica e tecnica: identificazione di specifiche aree per la cooperazione economica e tecnica, costruire capacità per la cooperazione commerciale e d'investimento.
- Dialogo sul commercio e sull'investimento: regolari incontri di funzionari governativi, uomini d'affari e accademici da ogni stato membro.

Gli obiettivi dell'Associazione sono:
- promuovere una crescita sostenibile e uno sviluppo bilanciato della regione e degli stati membri;
- puntare su quelle aree della cooperazione economica che forniscono il massimo delle opportunità per lo sviluppo, dividendo l'interesse e i benefici comuni;
- promuovere la liberalizzazione, rimuovere gli impedimenti e abbassare le barriere verso una libera e migliore circolazione di beni, servizi, investimenti e tecnologie dentro la riviera dell'Oceano Indiano;
- promuovere la cooperazione nelle sviluppo delle risorse umane, in particolare attraverso un forte legame tra istituzioni di formazione, università e altri istituti specializzati dei paesi membri;
- esplorare tutte le possibilità e le strade per la liberalizzazione commerciale con l'intenzione di aumentare e diversificare il commercio che circola tra i paesi membri.

## Istituzioni
- Consiglio dei Ministri (Council of Ministers, COM): è la più alta autorità dell'Associazione, si riunisce ogni due anni (o più, dopo una decisione comune). Essa formula le politiche, riesamina il progresso sulla cooperazione, prende decisioni sulle nuove aree di cooperazione e sulla struttura dei meccanismi aggiuntivi o su questioni di interesse generale.
- Comitato dei Funzionari Superiori (Committee of Senior Officials, CSO): è composto da funzionari governativi degli stati membri, si riunisce dopo una decisione comune (ma come minimo ogni anno). Riesamina l'attuazione delle decisioni prese dal Consiglio, e, in cooperazione con il Forum e il Gruppo Accademico, stabilisce le priorità della cooperazione economica; sviluppa, osserva e coordina i programmi di lavoro, mobilità le risorse per finanziare i progetti. Il Comitato presenta periodicamente i resoconti al Consiglio, e rinvia le questioni al Consiglio per le loro decisioni.
- Forum degli Affari Rivieraschi dell'Oceano Indiano (Indian Ocean Rim Business Forum, IORBF): interagisce con il Comitato e il Segretariato sulla considerazione, formulazione e attuazione di politiche e programmi di lavoro dell'Associazione. Il Forum, se necessario, può avvicinarsi ad altre associazioni d'affari regionali non governative.
- Gruppo Accademico Rivierasco dell'Oceano Indiano (Indian Ocean Rim Academic Group, IORAG): fu vista come una parte di un'unica struttura, creata come un'opportunità per aumentare la collaborazione, dentro la regione, tra governi, settore privato e accademia. Le relazioni del Gruppo con gli altri organi e con l'esterno è simile a quella del Forum.
- Gruppo di Lavoro sul Commercio e Investimenti (Working Group on Trade and Investment, WGTI): ha lo scopo di attuare gli obiettivi sul commercio e sugli investimenti prefissati dall'Associazione.
- Task Force di Alto Livello dell'IOR-ARC: è l'organo che studia la direzione futura dell'Associazione, e un numero di questioni che potrebbero ostacolare l'Associazione nell'attuazione dei suoi obiettivi.